# 终极3D弹珠台系列
终极3D弹珠台是由Sierra Entertainment的Dynamix开发的一系列弹珠台电脑游戏。系列尝试脱离传统街机弹珠台游戏，加入了动画、同时超过一个游戏台，以及“临时目标”（如通过游戏台的飞船、哥布林恐龙）。

## 游戏
- 3-D Ultra Pinball（1995）
- 3-D Ultra Pinball: Creep Night（1996）
- 3-D Ultra Pinball: The Lost Continent（1997）
- 3-D Ultra NASCAR Pinball（1998）
- 3-D Ultra Pinball Power（1999）
- 3-D Ultra Pinball: Thrill Ride（1999）